# ネボイシャ・コソヴィッチ
ネボイシャ・コソヴィッチ（Nebojša Kosović, Небојша Косовић、1995年2月24日 - ）は、モンテネグロとセルビアのサッカー選手。モンテネグロ代表。ポジションはMF。

## クラブ歴

### ヴォイヴォディナ
ニクシッチに生まれ、FKヴォイヴォディナ・ノヴィ・サドに練習生として参加。2011年4月9日のFKスロボダ・ウジツェ戦でトップチーム初出場、このホームゲームは3-1の勝利に終わった。2010-11シーズン、リーグでもう1試合に出場し、クラブは3位でシーズンを終えた。2012年2月に3年のプロ契約を締結したものの2011-12シーズンの出場は僅か1試合に止まった。プロ初得点は2013年3月9日のFK BSKボルツァ戦で、この試合は3-3の引分になった。2013年7月4日のUEFAヨーロッパリーグ 2013-14 予選ではハイバーニアンFCから得点を奪い、欧州サッカー連盟主催試合で初得点。2013年9月には2017年夏まで契約を更新した。

### ウーイペシュト
2014年1月にはジュピラー・プロ・リーグのスタンダール・リエージュに移籍。4年半契約で移籍したものの、すぐにウーイペシュトFCにレンタル移籍。ネボイシャ・ヴィグニェヴィッチ監督の下、マジャル・クパ、マジャル・スペルクパの双方を制した。2015年冬の移籍市場でスタンダール・リエージュに戻ったものの、トップチームでの出場機会は得られなかった。

### パルチザン
2015年8月7日に4年契約でパルチザン・ベオグラードに移籍。8月22日のFKボラツ・チャチャク戦で移籍後のセルビア・スーペルリーガで初出場、2016年3月12日のFKヴォジュドヴァツでオーバーヘッドで得点し、パルチザン初得点を飾った。

### カイラト
2019年3月31日、45万ユーロでカザフスタン・プレミアリーグのカイラトへ移籍。

### 梅州客家
2022年4月21日、梅州客家足球倶楽部に移籍した。

## 代表歴
シンガポールユースオリンピックにモンテネグロ代表として出場。シンガポール相手に得点したものの2-3で敗れた。アンダー代表ではU-17、U-19、U-21での出場経験がある。
2016年5月29日の親善試合トルコ代表戦の83分から出場し、モンテネグロA代表初出場となった。

## 個人成績
2016年9月14日現在

### クラブ
| 国内大会個人成績 | 国内大会個人成績 | 国内大会個人成績 | 国内大会個人成績 | 国内大会個人成績 | 国内大会個人成績 | 国内大会個人成績 | 国内大会個人成績 | 国内大会個人成績 | 国内大会個人成績 | 国内大会個人成績 | 国内大会個人成績 |
| 年度             | クラブ           | 背番号           | リーグ           | リーグ戦         | リーグ戦         | リーグ杯         | リーグ杯         | オープン杯       | オープン杯       | 期間通算         | 期間通算         |
| 年度             | クラブ           | 背番号           | リーグ           | 出場             | 得点             | 出場             | 得点             | 出場             | 得点             | 出場             | 得点             |
| セルビア         | セルビア         | セルビア         | セルビア         | リーグ戦         | リーグ戦         | リーグ杯         | リーグ杯         | オープン杯       | オープン杯       | 期間通算         | 期間通算         |
| ---------------- | ---------------- | ---------------- | ---------------- | ---------------- | ---------------- | ---------------- | ---------------- | ---------------- | ---------------- | ---------------- | ---------------- |
| 2010-11          | ヴォイヴォディナ |                  | スーペル         | 2                | 0                | -                | -                | 0                | 0                | 2                | 0                |
| 2011-12          | ヴォイヴォディナ |                  | スーペル         | 1                | 0                | -                | -                | 0                | 0                | 1                | 0                |
| 2012-13          | ヴォイヴォディナ |                  | スーペル         | 19               | 1                | -                | -                | 3                | 0                | 22               | 1                |
| 2013-14          | ヴォイヴォディナ |                  | スーペル         | 8                | 1                | -                | -                | 2                | 0                | 10               | 1                |
| ハンガリー       | ハンガリー       | ハンガリー       | ハンガリー       | リーグ戦         | リーグ戦         | リーグ杯         | リーグ杯         | オープン杯       | オープン杯       | 期間通算         | 期間通算         |
| 2013-14          | ウーイペシュト   | 10               | NB I             | 8                | 1                | 0                | 0                | 4                | 1                | 12               | 2                |
| 2014-15          | ウーイペシュト   | 10               | NB I             | 13               | 0                | 5                | 1                | 3                | 0                | 22               | 1                |
| ベルギー         | ベルギー         | ベルギー         | ベルギー         | リーグ戦         | リーグ戦         | リーグ杯         | リーグ杯         | ベルギー杯       | ベルギー杯       | 期間通算         | 期間通算         |
| 2014-15          | スタンダール     |                  | プロ             | 0                | 0                | -                | -                | 0                | 0                | 0                | 0                |
| セルビア         | セルビア         | セルビア         | セルビア         | リーグ戦         | リーグ戦         | リーグ杯         | リーグ杯         | オープン杯       | オープン杯       | 期間通算         | 期間通算         |
| 2015-16          | パルチザン       | 27               | スーペル         | 17               | 1                | -                | -                | 4                | 0                | 21               | 1                |
| 2016-17          | パルチザン       | 27               | スーペル         | 1                | 0                | -                | -                | 1                | 0                | 2                | 0                |
| 通算             | セルビア         | セルビア         | スーペル         | 48               | 3                | -                | -                | 10               | 0                | 58               | 3                |
| 通算             | ハンガリー       | ハンガリー       | NB I             | 21               | 1                | 5                | 1                | 7                | 0                | 33               | 2                |
| 通算             | ベルギー         | ベルギー         | プロ             | 0                | 0                | -                | -                | 0                | 0                | 0                | 0                |
| 総通算           | 総通算           | 総通算           | 総通算           | 69               | 4                | 5                | 1                | 17               | 0                | 91               | 5                |

### 代表
| モンテネグロ代表 | モンテネグロ代表 | モンテネグロ代表 |
| 年               | 出場             | 得点             |
| ---------------- | ---------------- | ---------------- |
| 2016             | 1                | 0                |
| 2017             | 3                | 0                |
| 2018             | 7                | 0                |
| 2019             | 7                | 1                |
| 2020             | 5                | 0                |
| 2021             | 9                | 0                |
| 2023             | 1                | 0                |
| 2024             | 1                | 0                |
| 計               | 34               | 1                |

## タイトル
ウーイペシュト
- マジャル・クパ: 2013–14
- マジャル・スペルクパ: 2014

パルチザン
- セルビア・カップ: 2015–16, 2016–17, 2017–18

カイラト
- カザフスタン・プレミアリーグ: 2020
- カザフスタン・クボグィ: 2021